# 존 커티스
존 림 커티스(John Ream Curtis, 1960년 5월 10일 ~ )는 미국의 정치인이다.

## 학력
- 브리검영 대학교 경영학 이학사

## 경력
- 2010.01 ~ 2017.11 제44대 프로보 시장
- 2017.11 ~ 2025.01 제115·116·117·118대 미국 유타 제3구 연방하원의원
- 2025.01 ~ 제119대 미국 유타 연방상원의원

## 역대 선거 결과
| 선거명        | 직책명                    | 대수  | 정당   | 득표율 | 득표수    | 결과 | 당락                 |
| ------------- | ------------------------- | ----- | ------ | ------ | --------- | ---- | -------------------- |
| 2000년 선거   | 상원의원 (유타 제16부)    | 54대  | 민주당 | 33.26% | 6,109표   | 2위  | 낙선                 |
| 2009년 선거   | 프로보 시장               | 44대  | 무소속 | 52.67% | 5,662표   | 1위  | 프로보 시장 당선     |
| 2013년 선거   | 프로보 시장               | 44대  | 무소속 | 86.49% | 5,418표   | 1위  | 프로보 시장 당선     |
| 2017년 재선거 | 하원의원 (유타 제3선거구) | 115대 | 공화당 | 58.02% | 85,751표  | 1위  | 유타주 하원의원 당선 |
| 2018년 선거   | 하원의원 (유타 제3선거구) | 116대 | 공화당 | 67.55% | 174,856표 | 1위  | 유타주 하원의원 당선 |
| 2020년 선거   | 하원의원 (유타 제3선거구) | 117대 | 공화당 | 68.73% | 246,674표 | 1위  | 유타주 하원의원 당선 |
| 2022년 선거   | 하원의원 (유타 제3선거구) | 118대 | 공화당 | 64.40% | 182,497표 | 1위  | 유타주 하원의원 당선 |
| 2024년 선거   | 상원의원 (유타 제1부)     | 119대 | 공화당 | 62.50% | 914,700표 | 1위  | 유타주 상원의원 당선 |